# Nikki Randall
Nikki Randall (* 11. August 1964 in Macon, Georgia) ist eine US-amerikanische ehemalige Pornodarstellerin und Mitglied der AVN Hall of Fame.

## Karriere
Nikki Randall begann ihre Karriere 1982 und beendete sie im Jahr 1996. In dieser Zeit wirkte sie in 107 Filmen mit. Sie hatte einen Exklusivvertrag bei Vivid Entertainment.
Sie trat auch als Nicola Baxter, Rachel Free, Nicky Randall, Rachel West, Rachel Whitney und Carol Frazier auf.
Im Jahr 1995 wurde sie in die AVN Hall of Fame aufgenommen.

## Auszeichnungen
- 1995: AVN Hall of Fame